# Empresa de Energía del Quindío
La Empresa de Energía del Quindío S.A. E.S.P. (EDEQ) es una empresa colombiana de servicios públicos encargada de la distribución y comercialización de energía eléctrica en el departamento del Quindío. Esta certificada y vigilada por la Superintendencia de Servicios Públicos Domiciliarios.

## Historia
Fue fundada el 22 de diciembre de 1988, cuando el Gobierno Nacional a través del Instituto Colombiano de Energía Eléctrica y con el apoyo de las alcaldías municipales creó la empresa por medio de Escritura Pública número 2.584.
En 2009, EPM adquiere el 92.8% de la participación accionaria de EDEQ.

## Composición accionaria
Según el reporte del gobierno corporativo de 2023 la participación se divide de la siguiente manera: